# 假鼠妇草
假鼠妇草（学名：Glyceria leptolepis）为禾本科甜茅属下的一个种。